# Кардифф
Карди́фф (валл. Caerdydd МФА: [kaɨrˈdɪð]о файле, англ. Cardiff МФА: [ˈkɑːrdɪf]о файле) — крупнейший город и столица Уэльса. Является унитарной административной единицей со статусом сити, который был получен в 1905 году благодаря бурному росту промышленности в регионе и использованию Кардиффа в качестве главного порта для транспортировки угля из Уэльса. В 1955 году город объявлен столицей Уэльса.

## Происхождение названия
Название «Кардифф» представляет собой английское искажение валлийского топонима Caerdydd. Если первая часть слова — caer — легка для понимания и переводится как «крепость», то вторая составляющая названия трактуется по-разному. В современном валлийском языке есть слово dydd, означающее «день», однако если допустить, что именно это слово содержится в названии города, непонятно, что оно может означать.

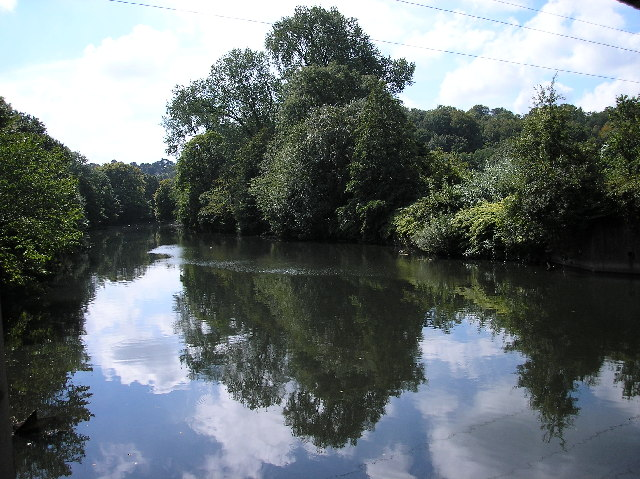
Река Таф, давшая название Кардиффу.

Согласно основной современной версии, dydd представляет собой изменённое слово Taff — название реки Таф (валл. Afon Taff), на которой расположен Кардиффский замок, и, соответственно, город именуется как «Замок на реке Таф», где начальное T стало D и произошла свойственная разговорному языку фонетическая замена конечного ff на dd.
Традиционная этимология предполагала связь с Авлом Дидием Галлом, поскольку первое крепостное сооружение на территории Кардиффа было римским фортом — возможно, построенным, когда Дидий Галл управлял провинцией. В таком случае, название города переводилось как «Крепость Дидия». Эта версия достаточно часто встречается в различных популярных изданиях, однако современная наука относится к ней с недоверием.

## География
Кардифф расположен в Южном Уэльсе между Вейл-оф-Гламорган на западе и городом Ньюпорт на востоке, с севера он граничит с долинами Южного Уэльса (областями Кайрфилли и Ронта, Кинон, Таф), а на юге город омывается водами Бристольского залива.
Через город протекают три реки: Тафф, чьё русло проходит через центр города, Эли (валл. Afon Elai), выступающая в качестве естественной западной границы Кардиффа с долиной Гламорган, обе впадающие в пресноводный залив Кардифф, а также Римни (валл. Afon Rhymni) на востоке города, впадающая непосредственно в Бристольский залив.
Кардифф построен на осушенном болоте, расположенном на ложе из триасовых скальных образований и простирающемся от Чепстоу до эстуария Эли. В связи с этим столица Уэльса является достаточно ровным городом без значительных перепадов уровня земной поверхности.

### Климат
По сравнению с остальным Уэльсом, Кардифф имеет относительно сухой климат со средним уровнем выпадения осадков 1065 мм. Также город обладает достаточно умеренным климатом со средней температурой января 4,5 °C и средней температурой июля 16 °C.
| Показатель                    | Янв. | Фев. | Март | Апр. | Май  | Июнь | Июль | Авг. | Сен. | Окт. | Нояб. | Дек. | Год  |
| ----------------------------- | ---- | ---- | ---- | ---- | ---- | ---- | ---- | ---- | ---- | ---- | ----- | ---- | ---- |
| Средний суточный максимум, °C | 7,1  | 7,2  | 9,7  | 12,6 | 16,1 | 19,2 | 21,1 | 20,5 | 18,0 | 14,3 | 10,2  | 8,1  | 13,7 |
| Средний суточный минимум, °C  | 2,0  | 1,8  | 3,0  | 4,7  | 7,7  | 10,6 | 12,5 | 12,4 | 10,5 | 8,1  | 4,5   | 2,9  | 6,7  |
| Норма осадков, мм             | 110  | 82   | 86   | 62   | 69   | 71   | 67   | 85   | 94   | 108  | 111   | 116  | 1061 |
| Источник: worldweather.org    |      |      |      |      |      |      |      |      |      |      |       |      |      |

## История

### Ранняя история

Предполагаемая территория расселения силуров.

Археологические данные показывают, что начиная с 5 тысячелетия до нашей эры носители неолитической культуры Уэльса стали заселять окрестности Кардиффа. Явными свидетельствами этой эпохи являются: погребальная камера Сент-Литанз.
Затем в окрестностях Кардиффа происходили те же процессы, что и на остальной территории Британии, когда на острова была принесены культуры бронзового и железного века. В результате ассимиляции местного населения и смешения с пришлыми народами история находит в начале нашей эры в юго-восточном Уэльсе кельтское племя силуров.

### Римский период
К моменту начала римского завоевания Британии на территории Кардиффа существовало поселение силуров — результаты раскопок показывают наличие остатков срубных зданий размерами до 45 на 25 метров, датируемых пятидесятыми годами нашей эры. Окончательное подчинение силуров Секстом Юлием Фронтином положило начало последовательному возведению как минимум четырёх римских фортов в устье реки Таф. Все форты возводились на одном месте с одинаковым расположением стен относительно сторон света.
Первый временный укреплённый лагерь был возведён при Веспасиане в 74—78 годы н. э. и время его сооружения относится к периоду кампании против силуров. Имея размеры в 315 метров по каждой стороне стен, этот форт был самым крупным из всех четырёх, и использовался в качестве временной базы для достаточно большого контингента вспомогательных войск. Затем это укрепление было оставлено, о чём свидетельствует тот факт, что при возведении второго форта не были использованы оборонительные сооружения временного форта.
Строительство второго форта датируется временем правления Траяна или Адриана. Имея протяжённость каждой из стен около 140 метров, он был возведён в северной части старого укрепления. Этот форт использовался для размещения гарнизона вспомогательных войск и входил в цепь фортов, подчинённых военному центру в Иска Силлурум (лат. Isca Sillurum, современный Кайрлеон), который являлся постоянной базой II Августова легиона. Оставление этого форта, как правило, связывается с передислокацией ряда римских частей на строительство Адрианова вала. Третий форт имеет похожие размеры и назначение со вторым, однако археологические данные сообщают о промежутке времени, в течение которого второй форт был оставлен.

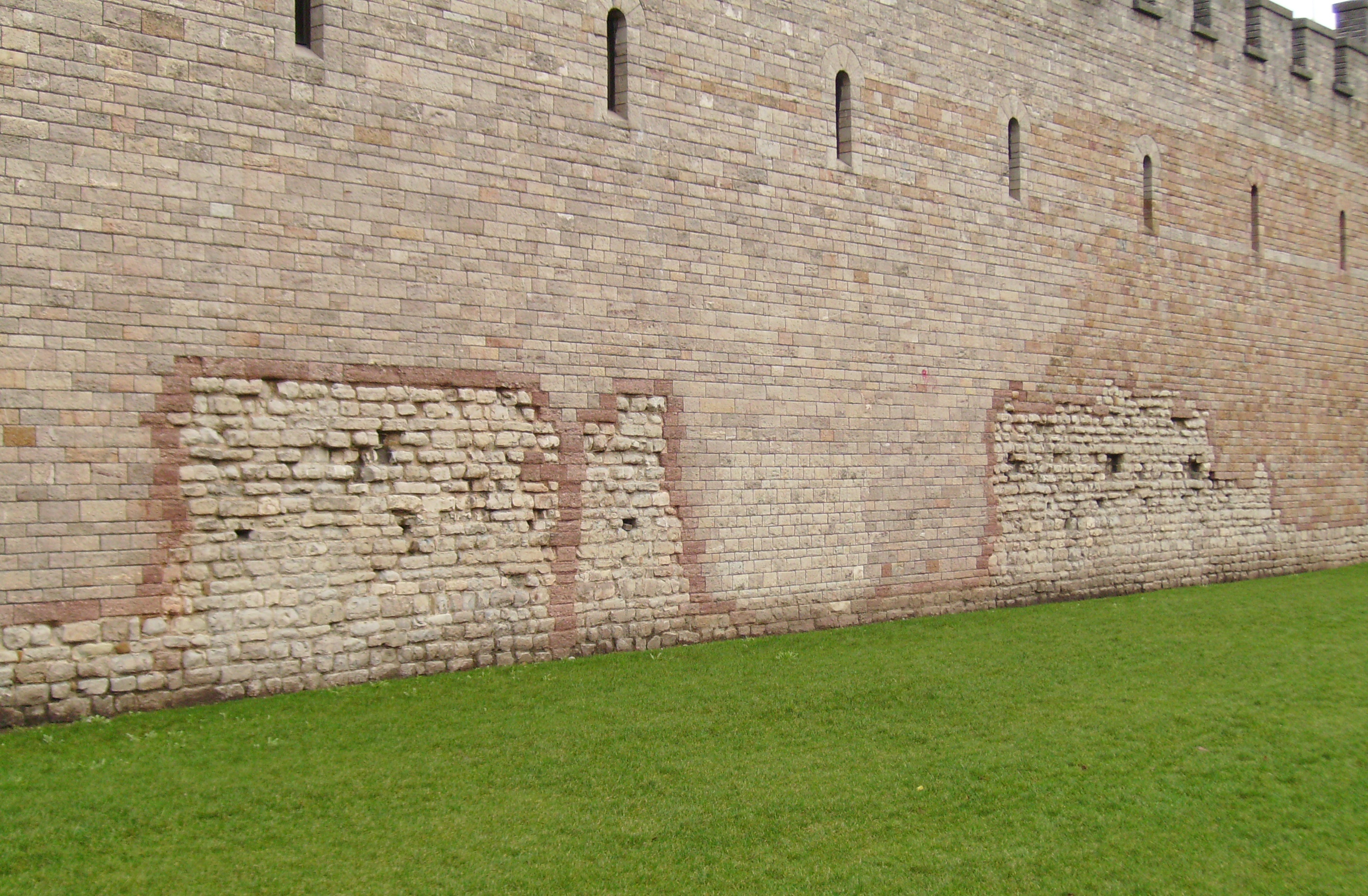
Остатки римской кладки в стене замка Кардифф

Последнее римское укрепление в Кардиффе представляло собой так называемый «прибрежный форт», возведённый в период с 260 по 300 годы. Это сооружение было практически квадратной крепостью со стенами длиной около 190 метров. Каменные крепостные стены толщиной около 3 метров у основания и около 2,5 метров в верхней части были высотой около 2,3 метра, и располагались на фундаменте из речного булыжника толщиной до 4 метров. Форт имел одни ворота с привратными башнями по бокам, и, вероятно, потерны в центральной части каждой из стен. Данная фортификационная конструкция аналогична ряду прибрежных фортов «Саксонского берега» и, предполагается, что она выполняла такие же функции опорного пункта охраны побережья.

### Средние века
Оставление Британии римлянами произошло в конце IV, начале V веков, гарнизоны в Кардиффе и Кайрлеоне были сняты в самом начале этого процесса. Специалисты утверждают, что ни на одной из римских вилл на территории Гламоргана не осталось следов деятельности позже 400 года. Таким образом, кельтское население Уэльса было вновь предоставлено само себе. О периоде раннего Средневековья в окрестностях будущей столицы Уэльса сохранилось незначительное количество информации. В частности, «Лландаффские хартии» фиксируют наличие в VII веке на землях Кардиффа небольшого независимого королевства, однако даже его название не дошло до нашего времени. Затем земли юго-восточного Уэльса были объединены в королевство Гливисинг, и Кардифф, вероятно сильно уменьшившийся в размерах, вошёл в наследные земли потомков Мейрига ап Теудрига, которые правили королевством до нормандского вторжения в конце XI века.

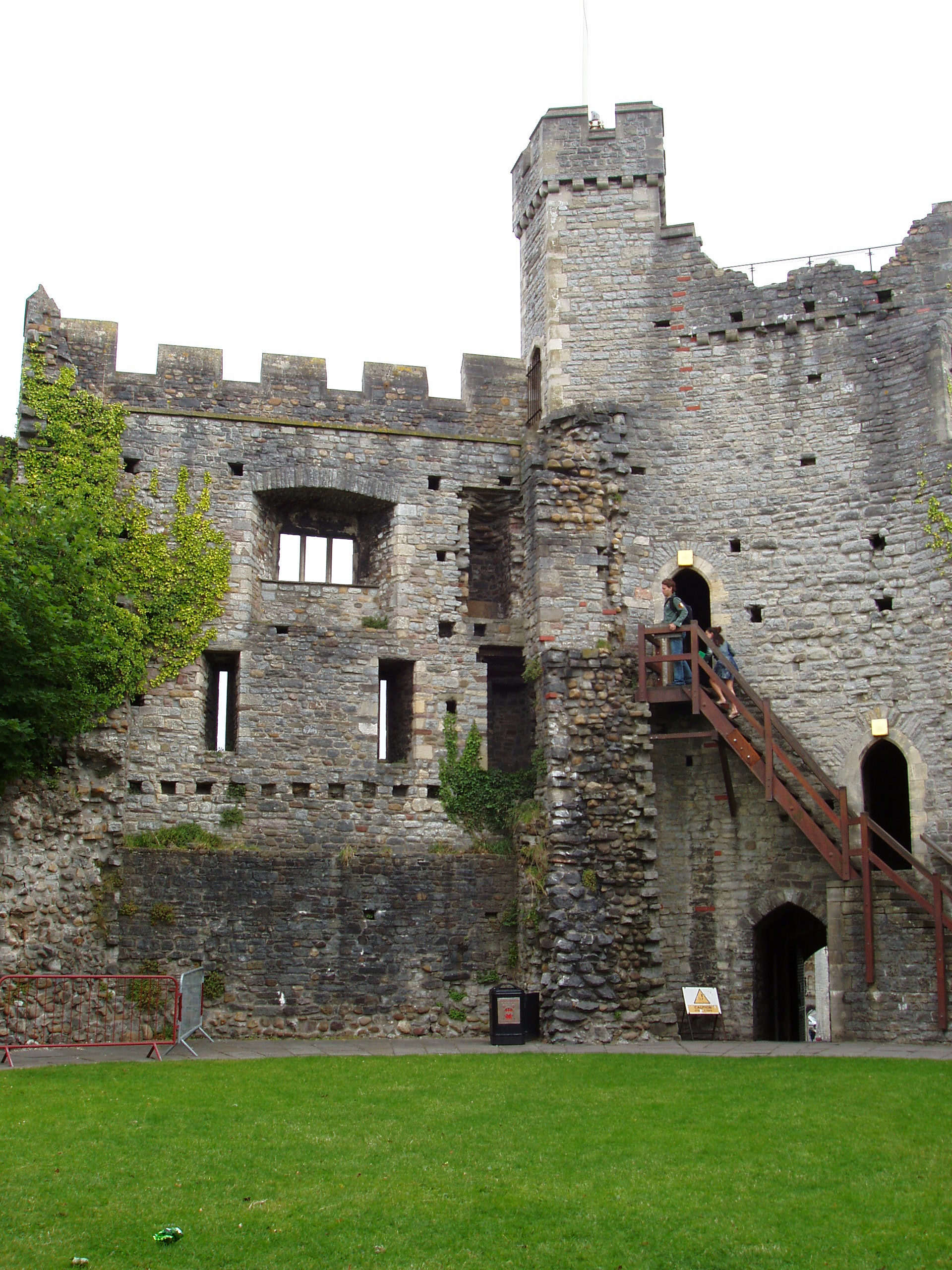
Замок Кардифф.

Во время своего похода в Дехейбарт в 1081 году, который официально был преподнесён как паломничество в Сент-Дейвидс, Вильгельм Завоеватель впервые лично продемонстрировал свои претензии на Уэльс, приняв оммаж у Риса ап Теудура. Этим же годом датируется начало строительства нормандского замка в Кардиффе. Первоначально замок был деревянным, однако в XII веке Роберт Глостерский возвёл каменное укрепление, в котором были использованы остатки стен римского форта.
С 1081 года Кардифф был английским городом, однако валлийские правители также приняли участие в его истории. Так в 1158 году Ивор Бах в ответ на незаконное изъятие своих владений выкрал из замка Уильяма Фиц-Роберта, хозяина города на тот момент, и его семью, а затем держал их в заложниках до подтверждения своих прав. Во время восстания Мадога ап Лливелина, поддержавший его в южном Уэльсе Морган ап Маредид осаждал Кардифф в 1294 году. В 1315 году Лливелин Брен в рамках своего восстания пытался штурмовать замок англичан, а затем, после собственной сдачи, был незаконно казнён в Кардиффе Хью Деспенсером, что послужило королеве Изабелле формальным основанием для смещения Деспенсера и своего супруга — Эдуарда II. В 1404 году Оуайн Глиндур взял замок Кардифф и почти полностью уничтожил город, последствия чего ощущались до конца XV века, однако через 100 лет после восстания Глиндура город вернулся к процветающему состоянию.

### Новое время
Конец XVII века и большая часть XVIII столетия прошли для Кардиффа в равномерном развитии, были открыты первая государственная школа, гостиница, пивоварня, лудильный цех и паб.
В 1814 году Джон Крайтон-Стюарт, второй маркиз Бьюта, унаследовал титул и владения, и начал активную деятельность по возведению доков Кардиффа — дело, на которое он потратил свою жизнь и за которое он был назван «творцом современного Кардиффа». Кроме того, в 1815 году было открыто регулярное морское сообщение с Бристолем с периодичностью рейсов 2 раза в неделю. В 1821 году был основан Кардиффский газовый завод.
В 80-х годах XIX века позиции Кардиффа в качестве основного «угольного» порта пошатнулись с открытием доков в городке Барри, гавань которого имела преимущество, поскольку её судоходность не зависела от приливов. Уже в 1901 году объёмы угля, перевозимого через Барри, превысили показатели порта Кардиффа, однако это не снизило значение последнего для угольной промышленности, так как все основные предприятия, координирующие торговлю углём, базировались в Кардиффе. В частности, в 1886 году была открыта «Угольная биржа» (англ. Coal Exchange), на которой в 1907 году состоялась первая в мире сделка на сумму в 1 миллион фунтов стерлингов.
Важным шагом в индустриальном развитии города также стало открытие компанией «Dowlais Ironworks» сталелитейного завода «East Moors Steelworks» в Кардиффе, которое состоялось 4 февраля 1891 года.

### Парламент Великобритании
Представительство в Палату общин Парламента Великобритании Кардифф осуществляет через мажоритарные выборы по четырём одномандатным округам: «Центральный Кардифф», «Северный Кардифф», «Южный Кардифф и Пенарт» и «Западный Кардифф». По состоянию на 2022 год членами парламента от столицы Уэльса являются лейбористы Джо Стивенс (Центральный Кардифф), Анна МакМоррин (Северный Кардифф), Стивен Даути (Южный Кардифф и Пенарт) и Кевин Бреннан (Западный Кардифф).
В качестве наиболее известных членов Палаты общин от Кардиффа можно назвать Джеймса Каллагана, лейбористского премьер-министра Великобритании с 1976 по 1979 год, представлявшего город в парламенте в течение 42 лет, и Джорджа Томаса, спикера Палаты общин с 1976 по 1983 год.

### Национальная ассамблея Уэльса
С момента своего образования в 1999 году Национальная ассамблея Уэльса располагается в Кардиффе. В 2006 году королевой Елизаветой было открыто новое здание ассамблеи — Сенед, расположенное в Кардиффском заливе. Главный офис исполнительной ветви ассамблеи — Правительства уэльской ассамблеи также располагается в Кардиффе, в Кэтейз-парке, как и большой ряд правительственных служб и подразделений.
Выборы в Национальную ассамблею Уэльса проходят по мажоритарной системе (по одномандатным округам) и по избирательным регионам (по партийной пропорциональной системе с подсчётом по методу д‘Ондта). В Кардиффе используются, те же одномандатные округа, что и для выборов в парламент Великобритании, от которых по последним выборам 2007 года членами ассамблеи стали: Дженнифер Рандерсон, Джонатан Морган, Лорейн Баррет и Родри Морган. Для выборов по партийным спискам Кардифф вместе с округами Ронта, Кинон, Таф и Вейл-оф-Гламорган входит в избирательный регион «Центральный южный Уэльс», от которого в ассамблею попадают четыре кандидата.
Член Национальной ассамблеи от избирательного округа «Западный Уэльс» — Родри Морган с 1999 года по настоящее время занимает должность Первого министра Уэльса.

### Местное самоуправление

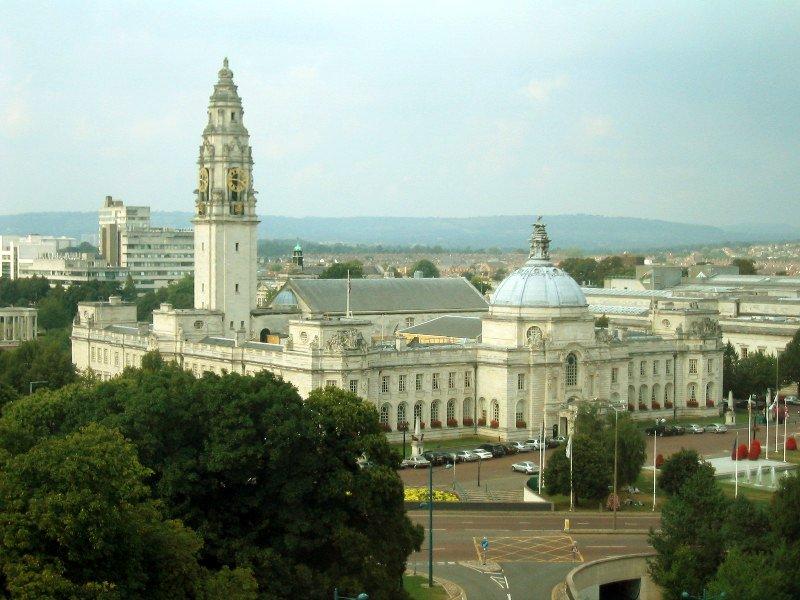
Ратуша Кардиффа

Кардифф был выделен из графства Гламорган в самостоятельную административную единицу в 1880 году, получив статус города-графства (англ. county borough). В 1974 году город вошёл в качестве района в состав новообразованного графства Южный Гламорган. Затем, когда Актом о местном управлении в Уэльсе 1994 года было установлено деление на текущие унитарные области, Кардифф вновь стал самостоятельной областью Уэльса со статусом города (англ. city) и графства.
Совет Кардиффа является основным органом определяющим местную политику и состоит из 75 членов, которые выбираются по 29 избирательным округам. С 1995 по 2004 год городской совет управлялся лейбористским большинством. После выборов 2004 года сложилась ситуация, когда ни одна из партий не получила большинства, что повторилось и на выборах 2008 года. Таким образом, в последние годы в Кардиффском совете сформировалось либерально-демократическое правительство меньшинства во главе с Родни Берманом.
Нижний уровень административного деления и местного самоуправления Кардиффа представлен 32 общинами, границы которых примерно определяют территории избирательных округов для выборов в Совет Кардиффа и 6 из которых возглавляются выборными Советами общины.

## Экономика
Будучи столицей Уэльса, Кардифф является также и центром местной экономики. При численности населения 10 %, он производит 20 процентов валового продукта региона. 40 % работающих в городе ежедневно приезжают из пригородов.
Промышленность играла ведущую роль в развитии города на протяжении столетий. Главной причиной превращения Кардиффа в крупный город стал рост спроса на уголь и металл с началом промышленной революции на рубеже XVIII—XIX веков. Для подвоза угля с шахт Южного Уэльса был сооружён судоходный канал, а к 1840 году — железная дорога. Порт Кардиффа стал центром погрузки экспортируемого угля на суда, и в годы, предшествовавшие Первой мировой войне, являлся оживлённейшим и важнейшим угольным портом мира. Ежегодный объём экспорта через порт доходил до 10 млн тонн, в 1888 году было построено здание Угольной биржи, местная достопримечательность. К началу XX века возведены крупные заводы прессованного брикетного топлива. С падением спроса на уголь и прекращением использования угля на транспорте оборот порта упал, топливные заводы закрылись. К началу 2000-х годов наблюдался некоторый рост, в 2007 году через порт проходило в целом больше 3 млн тонн различных грузов.
Современный Кардифф — финансовый и деловой центр Уэльса, данный сектор экономики вместе с образованием, здравоохранением и государственным управлением обеспечил 75 % экономического роста города в период 1991—2004 годов. Также Кардифф привлекает множество туристов — в 2010 году город посетило 18,3 миллиона человек, по оценкам на 2004 год каждый пятый работник в городе занят в туристической сфере.
В Кардиффе находятся штаб-квартиры основных медиа Уэльса, многочисленные производственные компании и студии. Би-би-си анонсировала строительство новых студий Roath Lock в заливе Кардиффа для съёмок телесериалов-драм, таких как «Доктор Кто» и Casualty, открытие состоялось в 2011 году. Также ведётся строительство Dragon International Studios, крупнейшего комплекса студий в Великобритании — первые съёмки в новых студиях начались в 2009 году, на 2022 год комплекс ещё достраивается.
Из спортивных сооружений примечательны International Sports Village, «олимпийская деревня», возведённая к ОЛимпийским играм 2012 года в Лондоне (1,4 млрд ф.ст. вложений), с единственным в Уэльсе олимпийским плавательным бассейном, и стадион «Миллениум» — крупнейший в мире крытый стадион с естественным газоном, за десять лет с момента открытия в 1999 году принёсший экономике Уэльса миллиард фунтов.

## Транспорт

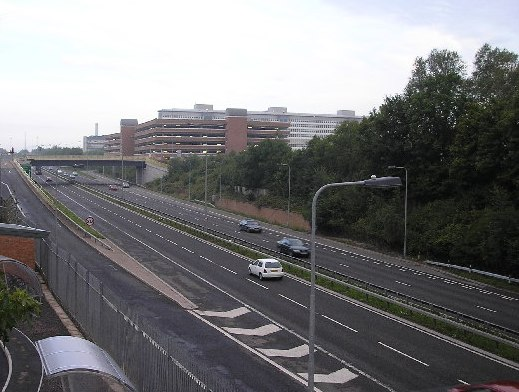
Истерн-авеню — шоссе A48

Будучи столичным городом, Кардифф со своими предместьями густо оплетён сетью шоссейных дорог. Южнее его центра, возле кардиффского порта, начинается магистраль A470, ведущая на север — к городкам Южно-Уэльских долин и, далее, к Лландидно через национальные парки Сноудония и Брекон-Биконз. С запада на восток Кардифф пересекает автострада M4 — она огибает город с севера и являет собою часть Европейского маршрута E30, соединяющего уэльскую столицу с Бристолем, Лондоном, Суонси и портовыми Милфорд-Хейвеном и Фишгардом. Параллельно M4, но через сам Кардифф, лежит четырёхполосное шоссе A48, которое прежде служило главной дорогой, связывавшей город с востоком и западом, а ныне выступает в роли дублёра европейского маршрута.

### Воздушный
В Кардиффе есть международный Кардиффский аэропорт с регулярным авиасообщением с множеством европейских городов и крупными пересадочными узлами — Амстердамом и Парижем.
Аэропорт Бристоля находится в часе езды от Кардиффа.
Лондонские аэропорты Хитроу и Гатвик связаны с Кардиффом железной дорогой и автобусным сообщением. В дневное время автобусы и поезда уходят каждый час.

### Железнодорожный и автобусный

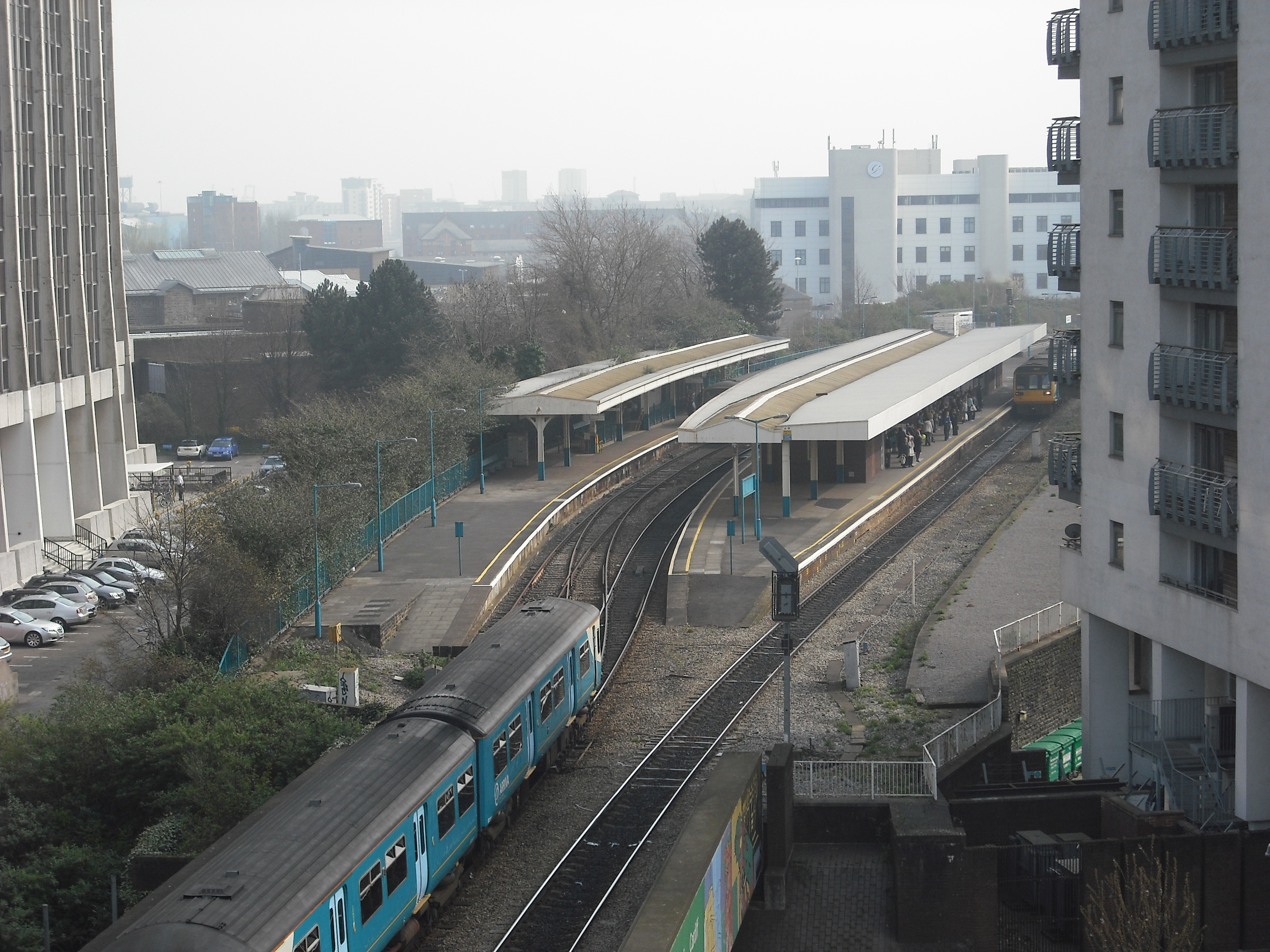
«Кардифф — Куин Стрит»

Кардифф-Центральный, являющийся одной из самых загруженных станций Великобритании, отправляет и принимает поезда дальнего следования, связывающие Кардифф с другими крупными городами королевства по Южно-Уэльской главной линии. Кроме того, через станцию идёт большинство поездов, работающих на Долинных линиях. Второй по загруженности станцией города является Кардифф-Куин Стрит, обслуживающая все пригородные поезда города, в том числе идущие по железнодорожной линии Гламорганской долины к международному аэропорту Кардиффа. Помимо железной дороги последний связан с городом автобусными маршрутами.

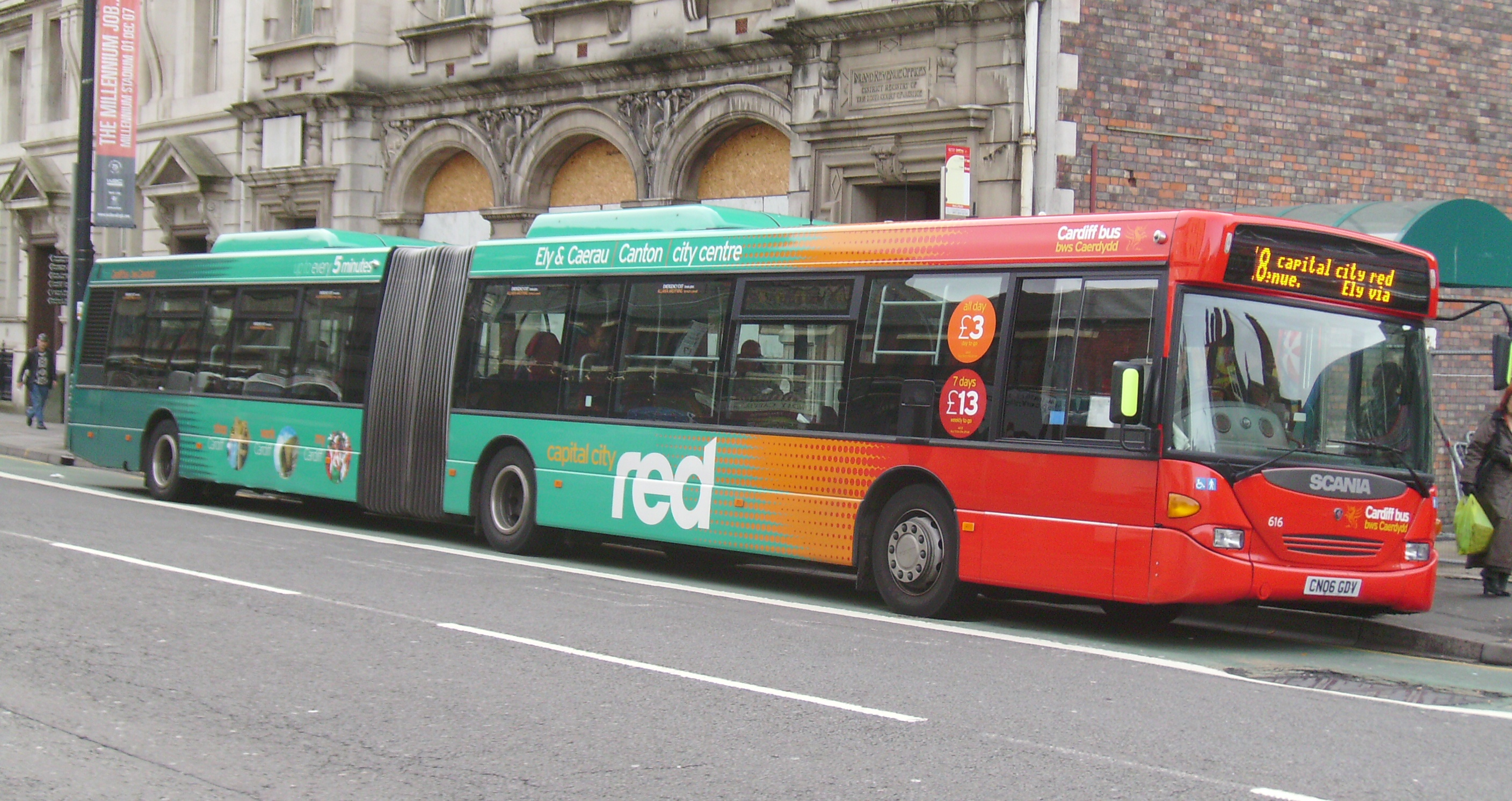
Автобус компании «Cardiff Bus»

Разветвлённая шоссейная сеть позволяет активно использовать автобусы как в качестве городского общественного транспорта, так и для связи с окрестными населёнными пунктами. В Кардиффе представлено 14 автобусных компаний, доминирующей из которых является муниципальная «Cardiff Bus». Компания базируется на Кардиффском центральном автовокзале (Cardiff Central bus station), расположенном рядом с железнодорожной станцией «Кардифф-Центральный», что превращает последнюю в крупный транспортный узел.

## Города-побратимы
Кардифф имеет соглашения о побратимстве со следующими муниципальными образованиями:
- Украина: Луганск
- Франция: Нант (Бретань)
- Китай: Сямынь
- Норвегия: Хордаланн
- Германия: Штутгарт (Баден-Вюртемберг)

## Достопримечательности

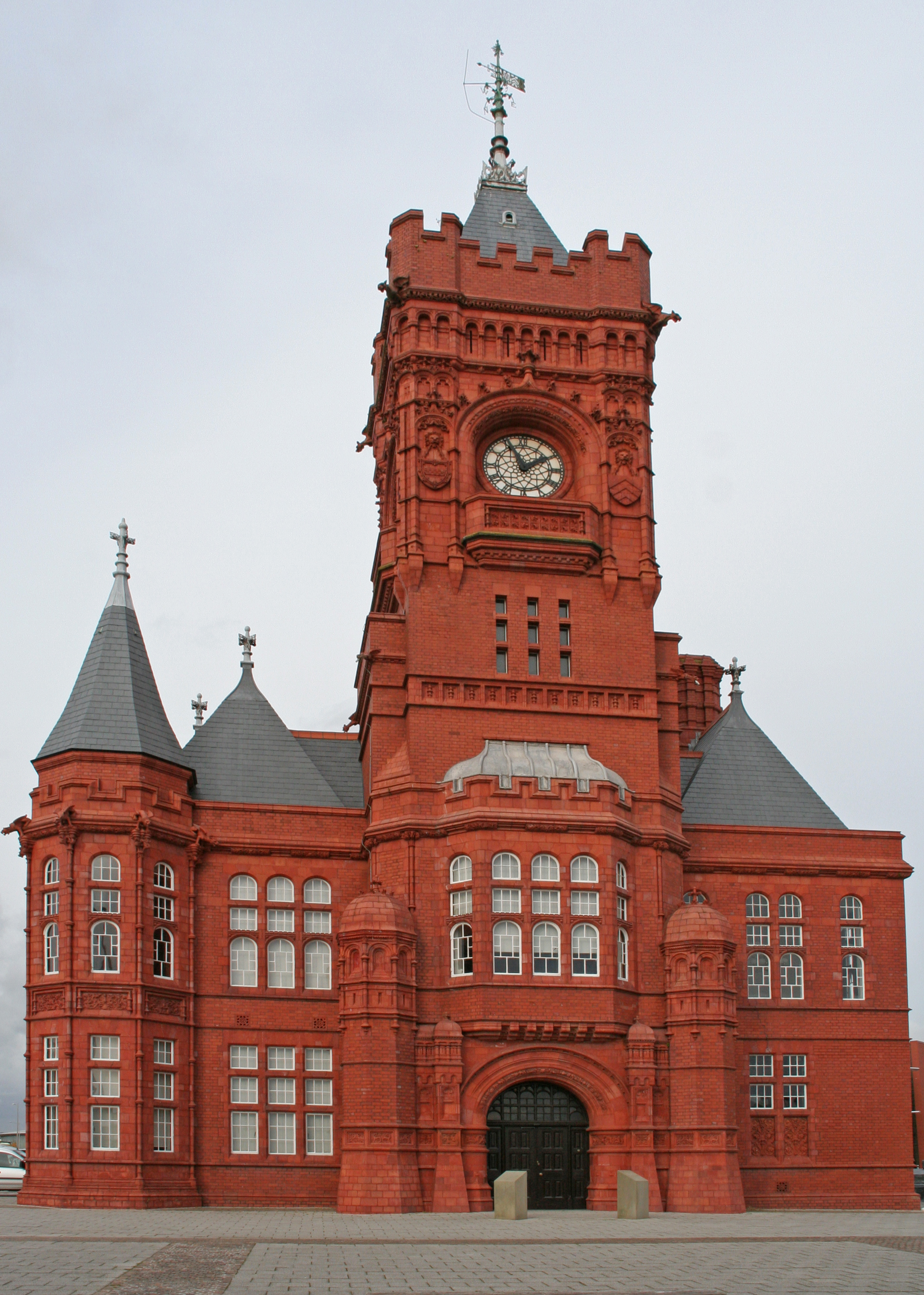
Здание у пирса (1897), бывшая штаб-квартира портовой и железнодорожной компании, одно из самых известных зданий Кардиффа

### Исторические памятники
- Замок Кардифф — крепость XI века
- Косместон — музей под открытым небом, реконструкция уэльской деревни XIV века,

### Спортивные сооружения
- Ниниан Парк (1910)
- Стадион «Миллениум» (1999)
- Кардифф Сити (2009) — домашний стадион одноимённой футбольной команды

### Театры
В Кардиффе есть несколько крупных коммерческих театров. Из классических театров следует отметить Национальную Оперу Уэльса, которая располагается в Уэльском Миллениум-центре.

### Музеи и галереи
- Национальный музей Кардиффа (1912) — коллекции по археологии, ботанике, изобразительному и прикладному искусствам, геологии и зоологии.
- Уэльский Миллениум-центр (2004, 2009) — художественный центр, в котором проходят театральные, концертные и балетные выступления, художественные выставки и общественные мероприятия.

### Известные уроженцы и жители
- См. Категория:Персоналии:Кардифф